# Eschwege
Eschwege liegt als Kreisstadt im nordhessischen Werra-Meißner-Kreis.

## Geografie

Blick auf Eschwege vom Bismarckturm auf dem Großen Leuchtberg. Im Hintergrund rechts der Hohe Meißner.

Die Stadt liegt in einer weitläufigen Flussniederung der Werra am Fuß der Leuchtberge nordwestlich des Schlierbachswaldes und östlich des Hohen Meißners, etwa mittig im Städtedreieck Kassel (ca. 52 km, Nordhessen) Göttingen (ca. 55 km, Südniedersachsen) und Eisenach (ca. 40 km, Westthüringen), wenige Kilometer südlich vom Dreiländereck Hessen – Niedersachsen – Thüringen.

### Nachbargemeinden
Eschwege grenzt im Norden an die Stadt Bad Sooden-Allendorf und die Gemeinde Meinhard, im Osten an die Stadt Wanfried (alle drei im Werra-Meißner-Kreis), im Südosten an die Stadt Treffurt (im thüringischen Wartburgkreis), im Süden an die Gemeinden Weißenborn und Wehretal, im Westen an die Gemeinde Meißner sowie im Nordwesten an die Gemeinde Berkatal (alle vier im Werra-Meißner-Kreis).

### Stadtgliederung
Die Stadt Eschwege besteht aus der Kernstadt sowie aus den Stadtteilen Albungen, Eltmannshausen, Niddawitzhausen, Niederdünzebach, Niederhone, Oberdünzebach und Oberhone.

### Klima
|                        | Jan  | Feb  | Mär  | Apr  | Mai  | Jun  | Jul  | Aug  | Sep  | Okt  | Nov  | Dez  |   |       |
| Mittl. Temperatur (°C) | −0,1 | 0,6  | 3,9  | 8,0  | 12,5 | 15,7 | 17,1 | 16,6 | 13,6 | 9,3  | 4,4  | 1,3  | ⌀ | 8,6   |
| Mittl. Tagesmax. (°C)  | 2    | 4    | 9    | 13   | 18   | 20   | 23   | 23   | 18   | 13   | 7    | 3    | ⌀ | 12,8  |
| Mittl. Tagesmin. (°C)  | −1   | −1   | 2    | 4    | 8    | 11   | 13   | 13   | 10   | 6    | 2    | 0    | ⌀ | 5,6   |
|                        |      |      |      |      |      |      |      |      |      |      |      |      |   |       |
| Niederschlag (mm)      | 44,8 | 36,3 | 47,8 | 51,6 | 65,9 | 84,3 | 70,9 | 65,3 | 51,5 | 45,5 | 53,2 | 59,0 | Σ | 676,1 |

| −1 |

| −1 |

| 2 |

| 4 |

| 8 |

| 11 |

| 13 |

| 13 |

| 10 |

| 6 |

| 2 |

| 0 |

| −1 |

| −1 |

| 2 |

| 4 |

| 8 |

| 11 |

| 13 |

| 13 |

| 10 |

| 6 |

| 2 |

| 0 |

| N i e d e r s c h l a g | 44,8 | 36,3 | 47,8 | 51,6 | 65,9 | 84,3 | 70,9 | 65,3 | 51,5 | 45,5 | 53,2 | 59,0 |
|                         | Jan  | Feb  | Mär  | Apr  | Mai  | Jun  | Jul  | Aug  | Sep  | Okt  | Nov  | Dez  |

## Geschichte

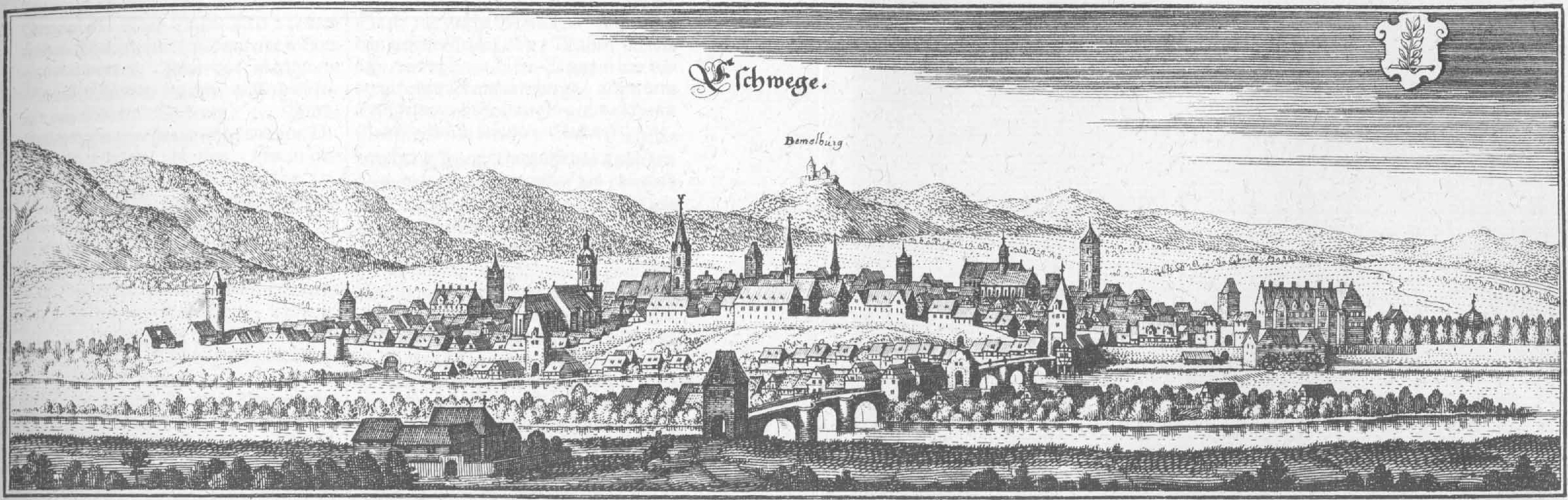
Kupferstich von Eschwege im Jahr 1655 (Matthäus Merian)

### Mittelalter
Seine erste Erwähnung findet eskinivvach im Jahre 974. Dieser Name entstammt einer alten germanischen Sprache und bedeutet so viel wie Siedlung bei den Eschen am Wasser. Sprachgeschichtlich lässt sich die Entstehung des Ortes somit auf eine Zeit vor der Eroberung durch die Franken datieren. Das war nach dem Jahr 500, spätestens um 700. Wohl noch in merowingischer Zeit entstand hier ein fränkischer Königshof, der als Grenzbefestigung über die Werrafurt nach Thüringen wachte und noch im 10. und 11. Jahrhundert bestand. Auf diese Zeit deutet noch der heilige Dionys hin, der bevorzugte Heilige der Merowinger, dem die Altstädterkirche geweiht ist.

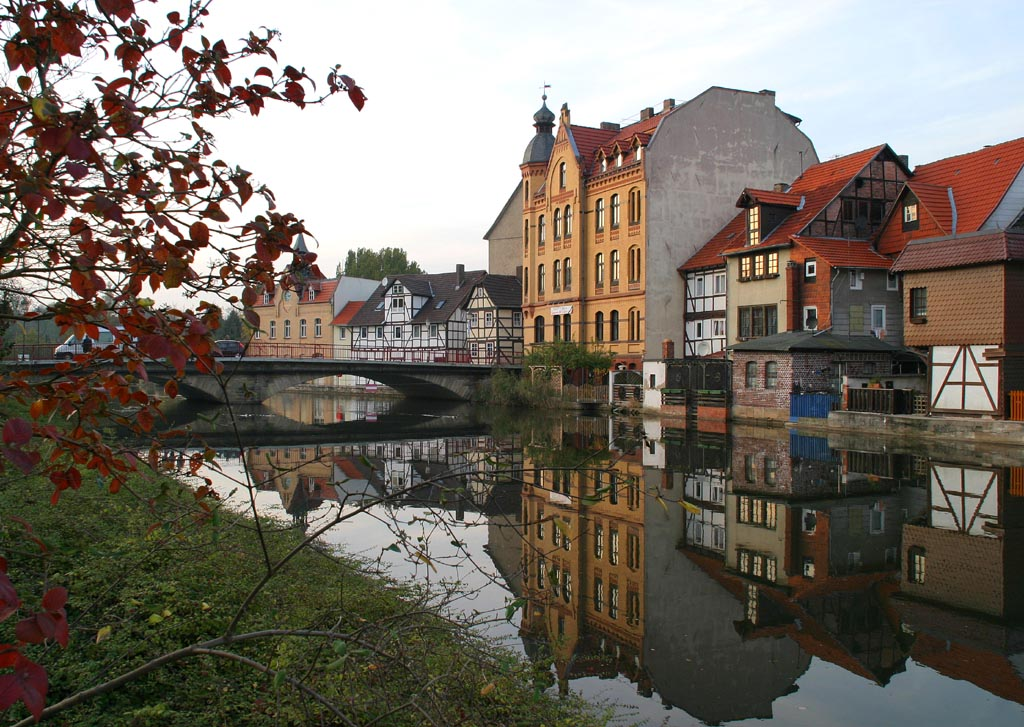
Eschwege: Blick auf Werrabrücke und „Brückenhausen“

Die erste schriftliche Erwähnung findet sich in einer Urkunde von Kaiser Otto II., der darin den Königshof und die Siedlung seiner Frau Theophanu als Erbe hinterlässt. Ihre Tochter Sophia gründete um 1000 auf dem Cyriakusberg das Frauenstift Eschwege, das dem heiligen Cyriakus geweiht wurde und bis zur Einführung der Reformation in Hessen im Jahre 1527 bestand (einzig heute noch erhaltener Rest des Stifts ist der Karlsturm). Die Marktrechte erhielt der Ort um 1188, und die Stadtrechte folgten vor dem Jahr 1249. Aus dieser Zeit stammen auch die Grundlagen der bis in die Neuzeit florierenden Tuch- und Ledererzeugung.

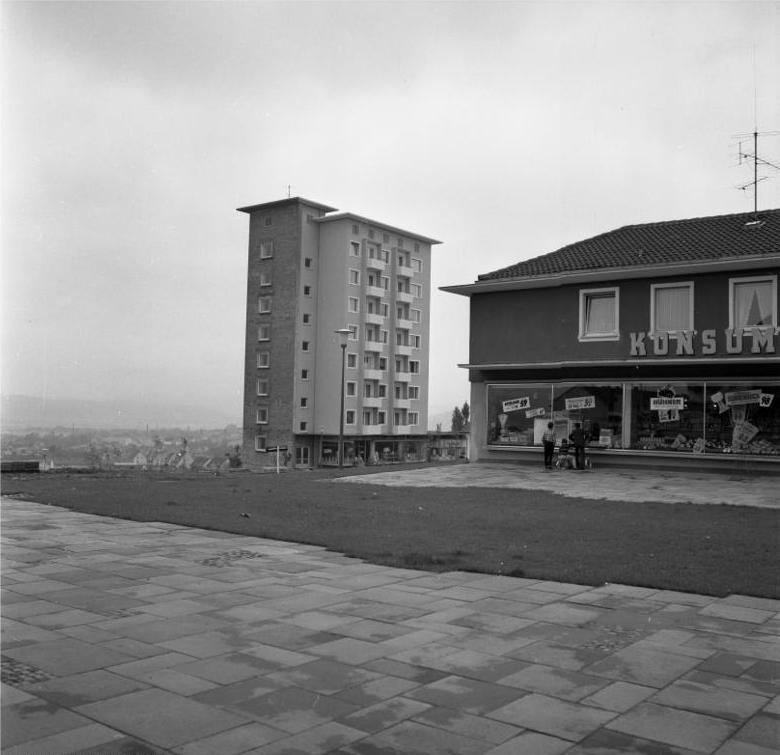
Das Neubaugebiet Eschwege 1961

Ab 1264 gehörte Eschwege als Folge des Thüringisch-Hessischen Erbfolgekriegs unter Landgraf Heinrich I. von Hessen zu Hessen. Am 12. Mai 1292 trug er König Adolf von Nassau die Stadt Eschwege als Reichslehen an und erhielt sie und die Reichsburg Boyneburg sofort als erbliches Reichslehen zurück. Damit erwarb Heinrich die Reichsfürstenwürde, was seine Machtstellung in Hessen erheblich stärkte.
Im Jahre 1385 zog Landgraf Balthasar von Thüringen in die Stadt ein und baute 1386 eine Burg. Im Jahre 1433 fiel die Stadt wieder an die Landgrafschaft Hessen. Die Landgrafen Philipp I., Wilhelm IV. und Moritz bauten die Burg zu einem Schloss aus.

### Frühe Neuzeit
1585 ist ein Amt Eschwege bezeugt. Von 1627 bis 1632 war dies der Alterssitz des abgedankten Landgrafen Moritz und von 1632 bis 1655 Residenz des Landgrafen Friedrich von Hessen-Eschwege, einer Nebenlinie im sogenannten Rotenburger Quart des Hauses Hessen-Kassel; allerdings residierte Friedrich wohl erst nach 1646 tatsächlich in der Stadt.
Im Dreißigjährigen Krieg wurde Eschwege an Ostern (Gründonnerstag, 9. April) 1637 durch kaiserliche Kroaten unter General Johann von Götzen geplündert und weitgehend durch Brände verwüstet. Nach dem Tod Friedrichs von Hessen-Eschwege 1655 fiel seine (Teil-)Landgrafschaft an seinen Bruder Ernst von Hessen-Rheinfels. Nach 1731 verlegte dessen Enkel Christian von Hessen-Wanfried die Residenz der Landgrafschaft Hessen-Wanfried nach Eschwege. Nach dem Aussterben der Linie Hessen-Wanfried im Mannesstamm 1755 fiel die Landgrafschaft an die Linie Hessen-Rotenburg. Als auch diese 1834 in männlicher Linie erlosch, fiel die ganze Quart an das Stammhaus Hessen-Kassel zurück.
Am 30. Oktober 1657 wurden Martha Kerste und ihre Tochter Catharina Rudeloff unter der Anklage der Hexerei hingerichtet. Bürgermeister Jürgen Zick im Namen der Stadt und die Synode des Evangelischen Kirchenkreises Eschwege sprachen am 30. Oktober 2007 eine Rehabilitation der beiden als „Hexen“ verurteilten Frauen aus.
Eschwege lag an der 1700 eingerichteten Fahrpostroute Leipzig–Kassel im Rahmen der Fernpostlinie Moskau–Amsterdam.

### 19. und 20. Jahrhundert
Die Stadt erhielt im Jahre 1875 ein Krankenhaus, als am 28. Januar 1875 das communalstädtische Landkrankenhaus eröffnet wurde. Im selben Jahr erhielt Eschwege einen Bahnanschluss, als die Strecke von Bebra nach Eschwege gebaut wurde. Der Bahnhof Niederhone (ab 1936 Eschwege West) war Kreuzungspunkt der Berlin-Coblenzer Eisenbahn (Kanonenbahn) mit der Bebra-Friedländer Eisenbahn.

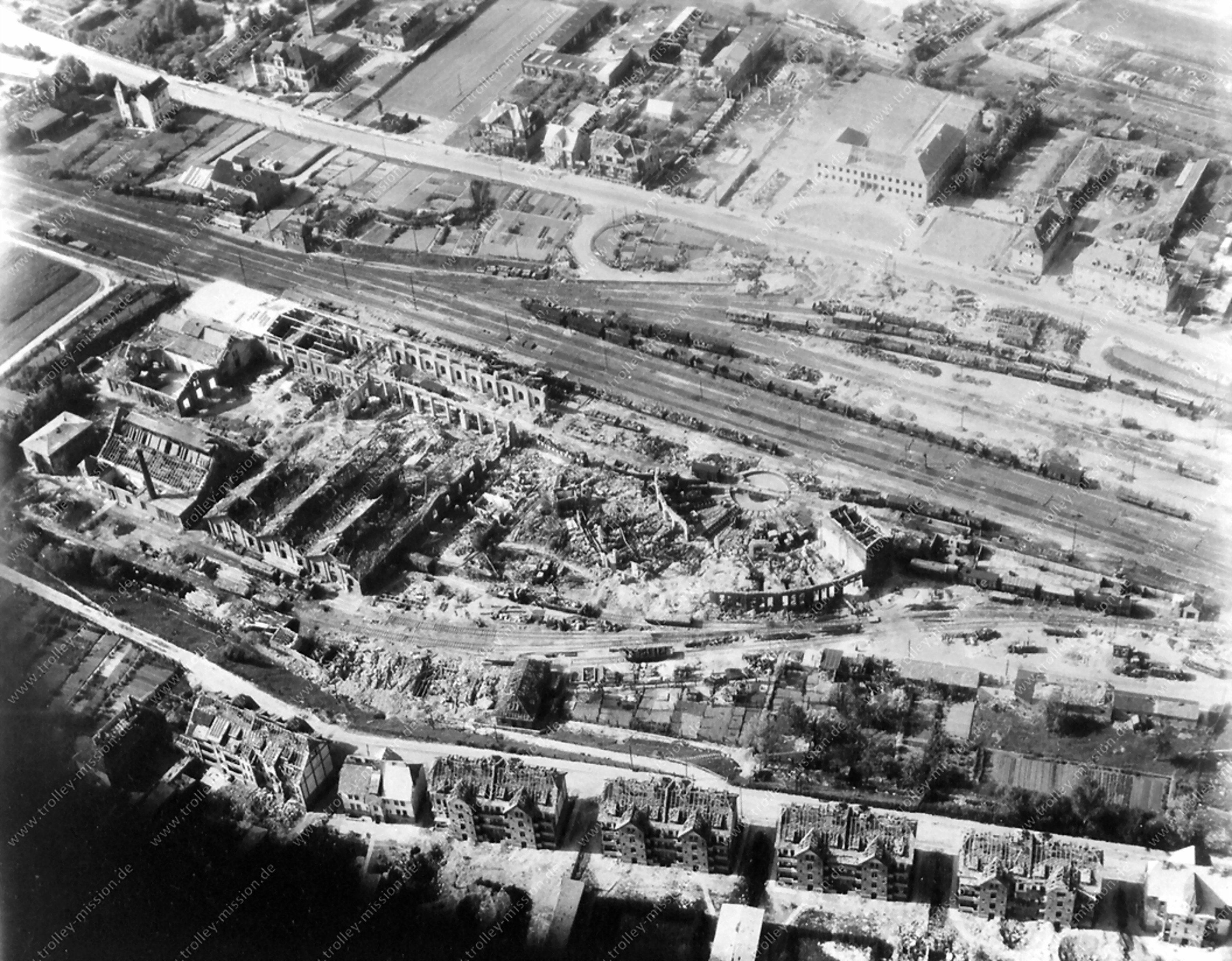
Der zerstörte Eschweger Bahnhof im Mai 1945 (Luftaufnahme der amerikanischen „Trolley-Mission“)

Im Zweiten Weltkrieg war Eschwege mehrmals das Ziel von Luftangriffen. Angriffe am 7., 19. und 21. Juli sowie am 26. August 1940 galten vor allem dem Flugplatz. Am 19. April 1944 wurde das Flugplatzgelände sowie Ober- und Niederhone angegriffen, wobei 18 Tote und 60 Verletzte zu beklagen waren.
Der schwerste Angriff erfolgte in den Mittagsstunden des 22. Februar 1945, der vor allem dem Bahnhof galt und 44 Menschenleben forderte. Am 3. April 1945 sprengten zurückweichende deutsche Truppen die Werrabrücken der Stadt. Noch am selben Tag rückte die US-Army in die Stadt ein. Die Besatzer richteten im Amtsgericht ihr Hauptquartier ein.
Nach dem Ende des Krieges gehörte Eschwege zur Amerikanischen Besatzungszone. Die US-Militärverwaltung richtete im Januar 1946 ein DP-Lager zur Unterbringung jüdischer Flüchtlinge, so genannter Displaced Persons (DP), ein. Dieses Lager, in dem zeitweise bis zu 3300 Menschen lebten, wurde im April 1949 aufgelöst.

### Gemeinnützige Stiftungen
Die Schenck´sche Stiftung zu Eschwege wurde gestiftet von Rudolph von Schenck zu Schweinsberg, Statthalter zu Cassel und Landvogt an der Werra. Sie war bestimmt zur Besoldung der Prediger, der Schul- und Kirchendiener, zu Beneficien an Studierende und Schulknaben und zur Belohnung an treue Dienstmägde, die 10 Jahre bei ein und derselben Herrschaft gedient hatten.
1863 waren die beiden Pfarrer der Altstadt und der Pfarrer der Neustadt die Vorstände der Stiftung. Als Administrator und Pfarrer-Witwenkassen Administrator war der Kirchenschaften-Provisor zu Eschwege, Ludwig Arnold, bestellt.

### Historische Stadtnamen

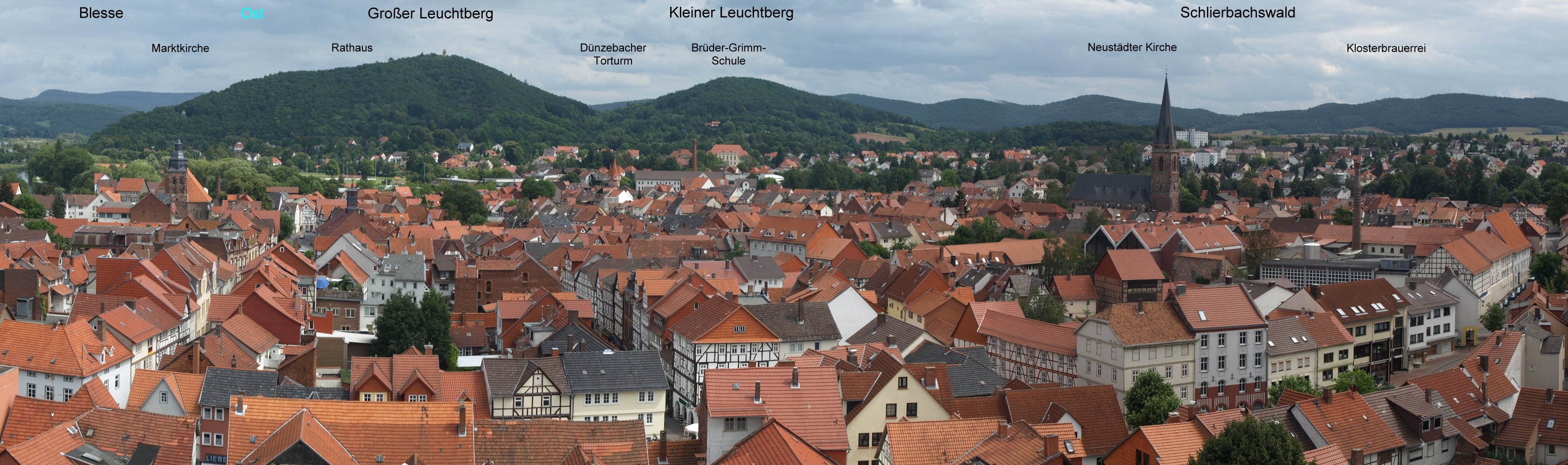
Beschriftetes Panorama der Altstadt von Eschwege – Aufgenommen vom Nikolaiturm

In der Gründungszeit wurde Eschwege „Eskiniwach“ genannt, das heißt so viel wie „Siedlung bei den Eschen am Wasser“.
Die älteren Leute, die in der Umgebung von Eschwege leben, sagen zu „Eschwege“ auch „Eschewei“ oder „Ischewei“.
Diese Namen stammen vermutlich aus dem Hochdeutschen und sind vom germanischen Ursprungsnamen Eschweges abgeleitet. Weitere historisch belegte Namensformen des Ortes sind „Eskinewag“ in pago Germara marca (994), „Iskinwege“ (1064/65), „Heschenewege“ (1070/77), „Askinewage“ (1070) und „Eschenwege“ (1188).

### Eingemeindungen
Im Jahr 1936 wurde Niederhone eingemeindet, da man das Gelände zum Anlegen des Fliegerhorsts Eschwege benötigte; die dortige Staatsdomäne wurde aufgelöst und weitgehend abgerissen.
Im Zuge der Gebietsreform in Hessen wurden zum 31. Dezember 1971 die bisher eigenständigen Gemeinden Niederdünzebach und Oberdünzebach auf freiwilliger Basis eingemeindet und damit zu Stadtteilen Eschweges. Albungen, Eltmannshausen und Niddawitzhausen folgten am 1. April 1972. Oberhone kam am 1. Januar 1974 kraft Landesgesetz hinzu. Für die eingegliederten Gemeinden wurde je ein Ortsbezirk gebildet.

### Gerichte
Die Gerichtsbarkeit über Eschwege wurde vom Mittelalter bis in die Neuzeit durch das Amt Eschwege ausgeübt. Von 1627 bis 1632 gehörte es zur landgräflichen Nebenlinie von Hessen-Rotenburg. 
Die weitere Zuständigkeit entwickelte sich wie folgt:
- 1801–1813: Friedensgericht Eschwege im Königreich Westphalen
- 1813–1834: Amt Eschwege erste Instanz, zweite Instanz Justizkanzlei Rotenburg
- 1834: Justizamt Eschwege I (Abtrennung der Justiz) erste Instanz, zweite Instanz Obergericht für die Provinz Niederhessen
- 1837: Justizamt Eschwege erste Instanz, zweite Instanz Obergericht für die Provinz Niederhessen
- 1867: Amtsgericht Eschwege erste Instanz (nach der Annexion durch Preußen), zweite Instanz Kreisgericht Kassel
- 1879: Amtsgericht Eschwege erste Instanz (durch das Reichsjustizgesetze), zweite Instanz Landgericht Kassel

### Verwaltungsgeschichte im Überblick
Die folgende Liste zeigt die Staaten und Verwaltungseinheiten, denen Eschwege angehört(e):
- 974: Land Thüringen, Germaramark in der Grafschaft des Grafen Wigger (in regione Turingia in Germarene marcha et in comitatu Vuiggeri comitis)
- 1075: Bistum Speyer
- 1233: Heiliges Römisches Reich, Erzbistum Mainz
- 1250–1264: Heiliges Römisches Reich, Herzogtum Braunschweig
- ab 1264: Heiliges Römisches Reich, Landgrafschaft Hessen
- ab 1292: Heiliges Römisches Reich, Landgrafschaft Hessen (nunmehr als Reichslehen)
- ab 1395: Heiliges Römisches Reich, Anschluss der Stadt an den thüringischen Landgrafen Balthasar von Meißen
- ab 1433: Heiliges Römisches Reich, Landgrafschaft Hessen, Niederhessen (Endgültige Abtretung durch Friedrich den Jüngeren von Meißen)
- ab 1567: Heiliges Römisches Reich,  Landgrafschaft Hessen-Kassel, Amt Eschwege
  - 1627–1834: Landgrafschaft Hessen-Rotenburg (sogenannte Rotenburger Quart), teilsouveränes Fürstentum unter reichsrechtlicher Oberhoheit der Landgrafschaft Hessen-Kassel bzw. des Kurfürstentums Hessen, Amt Eschwege
- ab 1787: Heiliges Römisches Reich, Landgrafschaft Hessen-Kassel, Amt Eschwege, Gericht Eschwege
- 1803–1806: Heiliges Römisches Reich, Kurfürstentum Hessen, Niederhessen, Amt Eschwege, Gericht Eschwege
- 1807–1813: Königreich Westphalen, Departement der Werra, Distrikt Eschwege, Kanton Eschwege
- 1814–1821: Kurfürstentum Hessen, Amt Eschwege, Gericht Eschwege
- ab 1821: Kurfürstentum Hessen, Provinz Niederhessen, Kreis Eschwege[15]
- ab 1834: Kurfürstentum Hessen, Provinz Niederhessen, Kreis Eschwege[Anm. 2]
- ab 1848: Kurfürstentum Hessen, Bezirk Eschwege
- ab 1851: Kurfürstentum Hessen, Provinz Niederhessen, Kreis Eschwege
- ab 1867: Königreich Preußen,[Anm. 3] Provinz Hessen-Nassau, Regierungsbezirk Kassel, Landkreis Eschwege
- ab 1871: Deutsches Reich,  Königreich Preußen, Provinz Hessen-Nassau, Regierungsbezirk Kassel, Kreis Eschwege
- ab 1918: Deutsches Reich, Freistaat Preußen,[Anm. 4]  Provinz Hessen-Nassau, Regierungsbezirk Kassel, Kreis Eschwege
- ab 1944: Deutsches Reich, Freistaat Preußen, Provinz Kurhessen, Landkreis Eschwege
- ab 1945: Deutsches Reich, Amerikanische Besatzungszone,[Anm. 5] Groß-Hessen, Regierungsbezirk Kassel, Landkreis Eschwege
- ab 1946: Deutsches Reich, Amerikanische Besatzungszone, Land Hessen, Regierungsbezirk Kassel, Landkreis Eschwege
- ab 1949: Bundesrepublik Deutschland, Land Hessen, Regierungsbezirk Kassel, Landkreis Eschwege
- ab 1974: Bundesrepublik Deutschland, Land Hessen, Regierungsbezirk Kassel, Werra-Meißner-Kreis

## Bevölkerung

### Einwohnerstruktur 2011/2022
Nach den Erhebungen des Zensus 2011/Zensus 2022 lebten am Stichtag, dem 9. Mai 2011 / 15. Mai 2022, in Eschwege 19.444/18.984 Einwohner. Darunter waren 683/1956 (3,5 % / 10,3 %) Ausländer, von denen 178/473 aus dem EU-Ausland, 276/475 aus anderen europäischen Ländern und 229/1005 aus anderen Staaten kamen./ Von den deutschen Einwohnern hatten 16,3 % / 20,8 einen Migrationshintergrund./ Nach dem Lebensalter waren 3023/2924 Einwohner unter 18 Jahren, 7238/6379 waren zwischen 18 und 49, 4271/4659 zwischen 50 und 64 und 4916/5024 Einwohner waren älter./ Die Einwohner lebten in 9461/4986 Haushalten. Davon waren 3700/? Singlehaushalte, 2597/2314 Paare ohne Kinder und 2090/1743 Paare mit Kindern, sowie 875/840 Alleinerziehende und 197/? Wohngemeinschaften./ In 2470/900 Haushalten lebten ausschließlich Senioren und in 6072/3192 Haushaltungen leben keine Senioren./

### Einwohnerentwicklung
| Quelle: Historisches Ortslexikon     |
| • 1585: 733 Haushaltungen            |
| • 1747: 800 Haushaltungen            |
| • 1769: 800 Gebäude, 3642 Einwohner, |

| Stadt Eschwege: Einwohnerzahlen von 1819 bis 2022 | Stadt Eschwege: Einwohnerzahlen von 1819 bis 2022 | Stadt Eschwege: Einwohnerzahlen von 1819 bis 2022 | Stadt Eschwege: Einwohnerzahlen von 1819 bis 2022 | Stadt Eschwege: Einwohnerzahlen von 1819 bis 2022 |
| --- | ------------------------------------------------- | ------------------------------------------------- | ------------------------------------------------- | ------------------------------------------------- |
| Jahr |                                                   |                                                   |                                                   | Einwohner                                         |
| 1819 | 1819                                              |                                                   | 4.400                                             | 4.400                                             |
| 1834 | 1834                                              |                                                   | 5.694                                             | 5.694                                             |
| 1840 | 1840                                              |                                                   | 5.849                                             | 5.849                                             |
| 1846 | 1846                                              |                                                   | 6.114                                             | 6.114                                             |
| 1852 | 1852                                              |                                                   | 6.424                                             | 6.424                                             |
| 1858 | 1858                                              |                                                   | 6.558                                             | 6.558                                             |
| 1864 | 1864                                              |                                                   | 7.152                                             | 7.152                                             |
| 1871 | 1871                                              |                                                   | 7.151                                             | 7.151                                             |
| 1875 | 1875                                              |                                                   | 7.766                                             | 7.766                                             |
| 1885 | 1885                                              |                                                   | 9.515                                             | 9.515                                             |
| 1895 | 1895                                              |                                                   | 10.307                                            | 10.307                                            |
| 1905 | 1905                                              |                                                   | 11.863                                            | 11.863                                            |
| 1910 | 1910                                              |                                                   | 12.554                                            | 12.554                                            |
| 1925 | 1925                                              |                                                   | 12.764                                            | 12.764                                            |
| 1939 | 1939                                              |                                                   | 16.705                                            | 16.705                                            |
| 1946 | 1946                                              |                                                   | 21.565                                            | 21.565                                            |
| 1950 | 1950                                              |                                                   | 23.544                                            | 23.544                                            |
| 1956 | 1956                                              |                                                   | 23.011                                            | 23.011                                            |
| 1961 | 1961                                              |                                                   | 24.091                                            | 24.091                                            |
| 1967 | 1967                                              |                                                   | 23.011                                            | 23.011                                            |
| 1970 | 1970                                              |                                                   | 22.718                                            | 22.718                                            |
| 1973 | 1973                                              |                                                   | 25.556                                            | 25.556                                            |
| 1975 | 1975                                              |                                                   | 24.882                                            | 24.882                                            |
| 1980 | 1980                                              |                                                   | 23.882                                            | 23.882                                            |
| 1985 | 1985                                              |                                                   | 23.020                                            | 23.020                                            |
| 1990 | 1990                                              |                                                   | 22.512                                            | 22.512                                            |
| 1995 | 1995                                              |                                                   | 22.744                                            | 22.744                                            |
| 2000 | 2000                                              |                                                   | 21.723                                            | 21.723                                            |
| 2005 | 2005                                              |                                                   | 20.941                                            | 20.941                                            |
| 2010 | 2010                                              |                                                   | 19.882                                            | 19.882                                            |
| 2011 | 2011                                              |                                                   | 19.444                                            | 19.444                                            |
| 2015 | 2015                                              |                                                   | 19.542                                            | 19.542                                            |
| 2020 | 2020                                              |                                                   | 19.365                                            | 19.365                                            |
| 2022 | 2022                                              |                                                   | 18.984                                            | 18.984                                            |
| Datenquelle: Historisches Gemeindeverzeichnis für Hessen: Die Bevölkerung der Gemeinden 1834 bis 1967. Wiesbaden: Hessisches Statistisches Landesamt, 1968. Weitere Quellen: LAGIS; Hessisches Statistisches Informationssystem; Zensus 2011; Zensus 2022 Ab 1971 einschließlich der im Zuge der Gebietsreform in Hessen eingegliederten Orte. |                                                   |                                                   |                                                   |                                                   |

### Historische Erwerbstätigkeit
| Quelle: Historisches Ortslexikon | |
| • 1760:                          | zünftig: 29 Gewandschneider und Krämer, 86 Schuhmacher, 26 Schneider, 34 Bäcker, 43 Metzger, 15 Schmiede und Schlosser, 13 Schreiner und Glaser, 11 Faßbinder, 21 Leinweber, 101 Tuch- und Raschmacher, 54 Lohgerber, 3 Büchsenmacher, 3 Zinngießer, 3 Blechschmiede, unzünftig: 4 Drechsler, 2 Schwarz- und Schönfärber, 3 Kupferschmiede, 4 Goldschmiede, 19 Schiffer, 23 Fuhrleute, 3 Chirurgen, 1 Bader, 2 Apotheker, 1 Gürtler, 5 Knopfmacher, 4 Strumpfweber, 4 Kürschner, ? Weißbinder, 4 Weißgerber, 9 Gastwirte, 8 Sattler, 4 Seiler, 3 Hutmacher, 6 Zimmerleute, ? Wagner, 1 Buchbinder, 3 Tuchpresser, ? Schnurmacher, 3 Töpfer, 4 Tabakspinner, 2 peruquier (Perückenmacher), ? Spennadelmacher, 8 Maurer, 1 Schornsteinfeger, 22 Höker und Krämer, ? Gärtner, 50 Tagelöhner, 8 Schäfer, 30 Schutz- und Handelsjuden, 3 Müller, 51 in keinem Gewerbe stehende Personen. |
| • 1895:                          | 1287 Landwirtschaft treibende Bürger sowie 439 Gewerbebetriebe |

## Religion

### Konfessionsstatistik
| Quelle: Historisches Ortslexikon | |
| • 1885:                          | 8602 evangelische (= 90,62 %), 340 katholische (= 3,58 %), ein anderes christliche-konfessioneller (= 0,01 %), 546 jüdische (= 5,78 %) Einwohner |
| • 1961:                          | 18215: evangelische (= 75,61 %), 4815 katholische (= 19,99 %) Einwohner                                                                          |
| • 1987:                          | 16.120 evangelische (= 74,70, %), 3619 katholische (= 16,77 %), 1842 sonstige (= 8,53 %) Einwohner                                               |
| • 2011:                          | 12.060 evangelische (= 62,00 %), 2690 katholische (= 13,83 %), 4700 sonstige (= 24,17 %) Einwohner                                               |
| • 2022:                          | 9560 evangelische (= 50,4 %), 2221 katholische (= 11,7 %), 7206 sonstige (= 38,0 %) Einwohner                                                    |

### Christentum

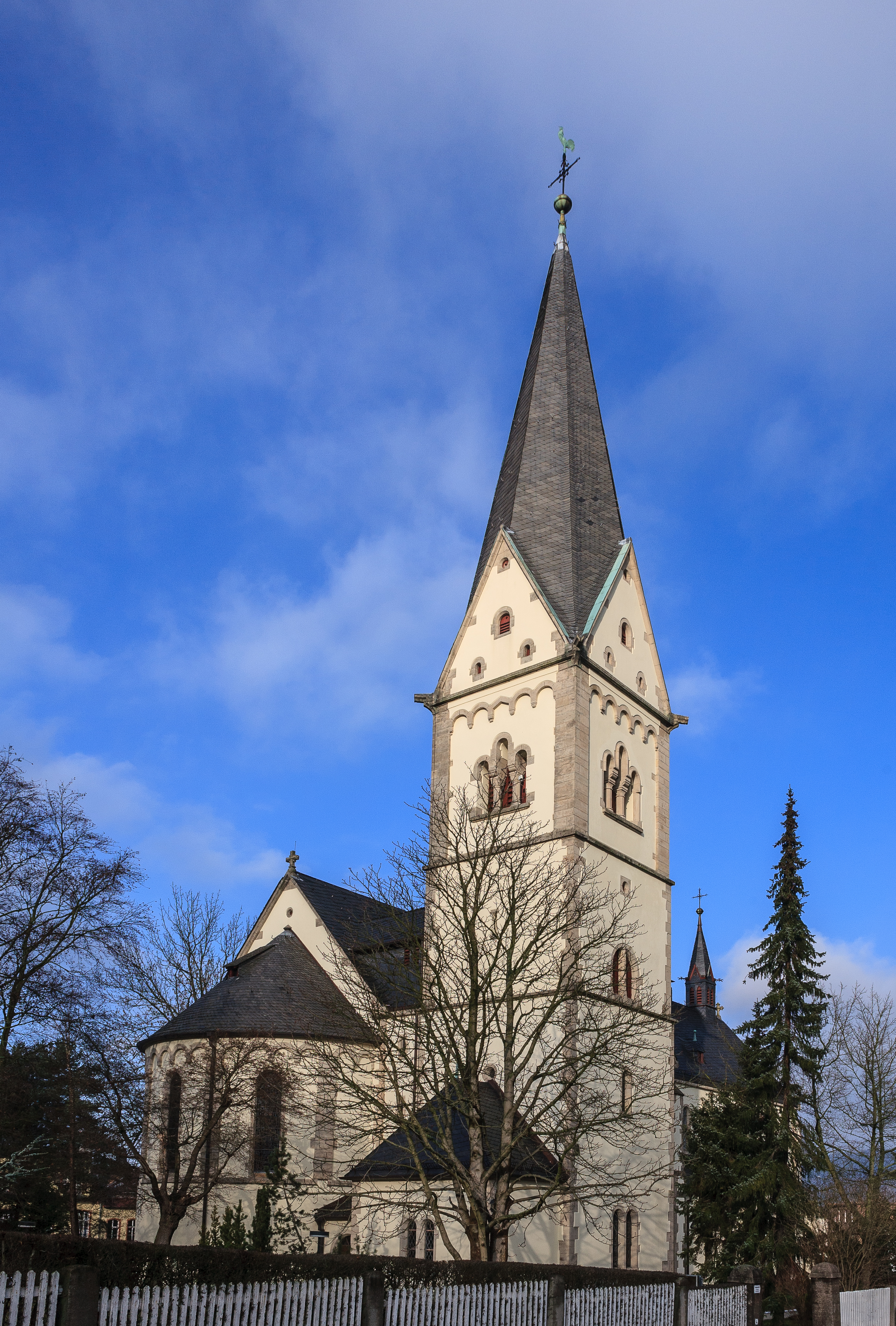
St.-Elisabeth-Kirche

In Eschwege gibt es drei evangelische Kirchengemeinden in der Kernstadt (Stadtkirchengemeinde Eschwege mit der Marktkirche St. Dionys und der Neustädter Kirche St. Katharina, Kreuzkirchengemeinde auf der Struth und Auferstehungskirchengemeinde am Heuberg) und je eine evangelische Kirchengemeinde in den Ortsteilen Albungen, Eltmannshausen, Niddawitzhausen, Niederdünzebach, Oberdünzebach, Niederhone und Oberhone.
Daneben gibt es zwei römisch-katholische Pfarrgemeinden in der Kernstadt Eschwege (St. Elisabeth und Apostelkirche am Heuberg), eine Gemeinde der Landeskirchlichen Gemeinschaft (Bismarckstraße 7), eine Evangelisch-Freikirchliche Gemeinde Baptisten (Reichensächer Str. 28), eine Neuapostolische Gemeinde, die zu Gottesdiensten in der ehemaligen Synagoge (Vor dem Berge 4) zusammenkommt, und seit mehr als 50 Jahren die Gemeinde der Zeugen Jehovas (Schlesienstraße 1–3).
Ende 2006 gehören bei einer Gesamtbevölkerung von 22.574 Menschen 13.967 (=61,87 %) Personen der Evangelischen Kirche und 3.403 Personen (15,07 %) der Katholischen Kirche an.
Die älteste Kirche der Stadt wurde im 10. Jahrhundert an der Stelle der heutigen Marktkirche errichtet.

### Judentum
Bereits im Mittelalter lebten Juden in Eschwege, ein erster Nachweis datiert auf das Jahr 1301. Bei der Verfolgung in der Pestzeit 1348/1349 wurde die jüdische Gemeinde vernichtet. 1457 wurde eine „Judengasse“ erwähnt, 1507 war vom „vicus iudaicus“ die Rede. Die Judengasse lag im Stadtzentrum zwischen „Kohlenmarkt“ und „Neuer Steinweg“. 1580 wurden 30 jüdische Einwohner in der Stadt gezählt. Bis Mitte des 18. Jahrhunderts stieg ihre Zahl auf 171 (4,9 % der Gesamtbevölkerung). Die Familien lebten zunächst fast ausschließlich vom Vieh- und Warenhandel (Textilien). Im 19. Jahrhundert jedoch entstanden zahlreiche jüdische Handels-, Gewerbe- und Industriebetriebe, die eine große Bedeutung für das Wirtschaftsleben der Stadt bekamen. Auch am öffentlichen Leben nahmen die jüdischen Bewohner regen Anteil. Die Gemeinde gehörte zum Rabbinatsbezirk Niederhessen (Kassel), hatte jedoch ein eigenes Kreisrabbinat. Die meisten jüdischen Bewohner gab es im Jahre 1885, 549 lebten damals hier. Von 1827 bis 1939 bestand die Jüdische Elementarschule Eschwege. 1838 wurde die Eschweger Synagoge eingeweiht.
Nach 1933 zog ein Teil der jüdischen Gemeindemitglieder (1933: 421 Personen) aufgrund der zunehmenden Entrechtung und Repressalien aus Eschwege fort oder wanderte aus, ein großer Teil von ihnen in die USA (80 Personen). In der Nacht vom 8. zum 9. November 1938 wurde die Inneneinrichtung der Synagoge völlig zerstört, einen Tag vor den deutschlandweiten Novemberpogromen. 1941–1942 wurden die letzten etwa 100 jüdischen Einwohner in die KZ-Vernichtungslager deportiert.
Von 1946 bis April 1949 wurde auf dem ehemaligen Fliegerhorst für jüdische KZ-Überlebende ein DP-Lager unter Aufsicht der UNRRA betrieben. Fast alle Lagerbewohner wanderten nach Gründung des Staates Israel dorthin aus. Die in Eschwege verbliebenen jüdischen Einwohner waren zu wenige, um auf Dauer wieder einen Minjan bilden zu können. Seit 1954 ist in der ehemaligen Synagoge die neuapostolische Gemeinde von Eschwege beheimatet.

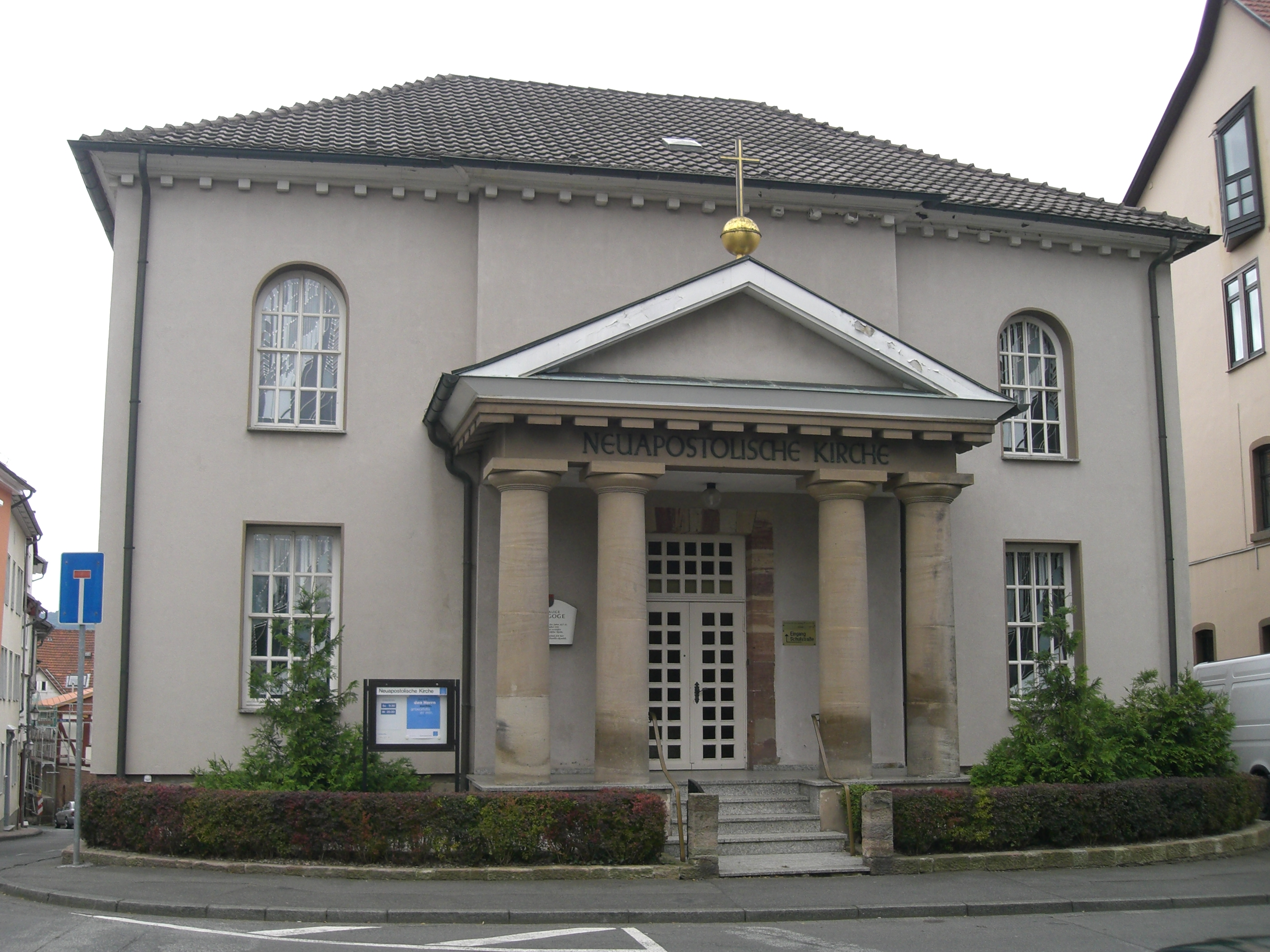
Ehemalige Synagoge von Eschwege
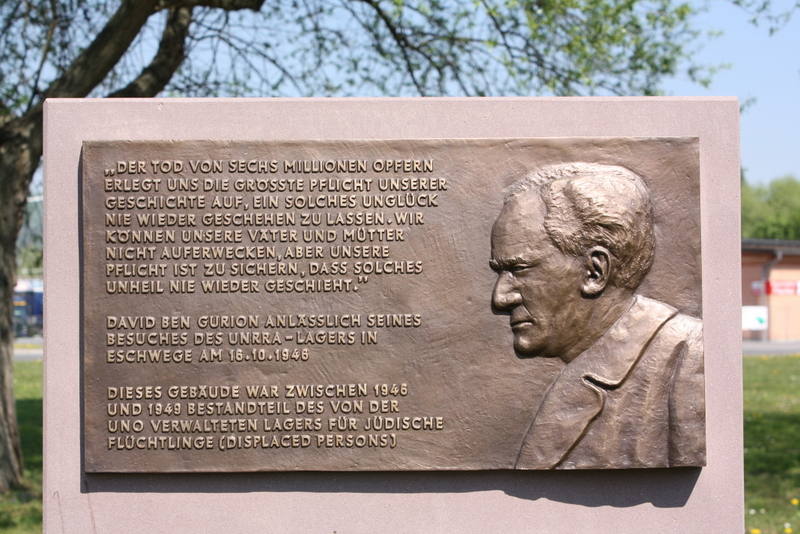
David-Ben-Gurion-Denkmal am ehem. UNRRA-Lager in Eschwege

## Politik

### Stadtverordnetenversammlung
Die Kommunalwahl am 14. März 2021 lieferte folgendes Ergebnis:
| Stadtverordnetenversammlung – Kommunalwahlen 2021                                                                                                  | Stadtverordnetenversammlung – Kommunalwahlen 2021                                            |
| --- | -------------------------------------------------------------------------------------------- |
| Stimmenanteil in %Wahlbeteiligung 50,8 % 50403020100 42,5 (+2,7)33,0 (−3,4)9,9 (+4,6)6,5 (−0,5)4,3 (−1,3)3,8 (−2,2) CDUSPDGrüneFWGLinkeFDP20162021 | SitzverteilungInsgesamt 37 Sitze - Linke: 2 - SPD: 12 - Grüne: 4 - FWG: 2 - CDU: 16 - FDP: 1 |

Übersicht über die Wahlergebnisse der Wahlen zur Stadtverordnetenversammlung seit 2001
| Parteien und Wählergemeinschaften | Parteien und Wählergemeinschaften           | '% 2021 | Sitze 2021 | % 2016 | Sitze 2016 | % 2011 | Sitze 2011 | % 2006 | Sitze 2006 | % 2001 | Sitze 2001 |
| --------------------------------- | ------------------------------------------- | ------- | ---------- | ------ | ---------- | ------ | ---------- | ------ | ---------- | ------ | ---------- |
| CDU                               | Christlich Demokratische Union Deutschlands | 42,5    | 16         | 39,8   | 15         | 35,9   | 13         | 32,0   | 12         | 32,9   | 12         |
| SPD                               | Sozialdemokratische Partei Deutschlands     | 33,0    | 12         | 36,4   | 13         | 40,8   | 15         | 44,8   | 17         | 43,7   | 16         |
| Grüne                             | Bündnis 90/Die Grünen                       | 9,9     | 4          | 5,3    | 2          | 9,9    | 4          | 5,7    | 2          | 5,7    | 2          |
| FWG                               | Freie Wählergemeinschaft Eschwege           | 6,5     | 2          | 7,0    | 3          | 5,1    | 2          | 8,6    | 3          | 7,9    | 3          |
| Linke                             | Die Linke                                   | 4,3     | 2          | 5,6    | 2          | 3,5    | 1          | —      | —          | —      | —          |
| FDP                               | Freie Demokratische Partei                  | 3,8     | 1          | 6,0    | 2          | 4,8    | 2          | 8,9    | 3          | 9,8    | 4          |
| Gesamt                            | Gesamt                                      | 100 %   | 37         | 100 %  | 37         | 100 %  | 37         | 100 %  | 37         | 100 %  | 37         |
| Wahlbeteiligung                   | Wahlbeteiligung                             | 50,8 %  | 50,8 %     | 44,7 % | 44,7 %     | 46,3 % | 46,3 %     | 47,2 % | 47,2 %     | 50,0 % | 50,0 %     |

### Bürgermeister
Nach der hessischen Kommunalverfassung wird der Bürgermeister für eine sechsjährige Amtszeit gewählt, seit dem Jahr 1993 in einer Direktwahl, und ist Vorsitzender des Magistrats, dem in der Stadt Eschwege neben dem Bürgermeister ehrenamtlich ein Erster Stadtrat und sieben weitere Stadträte angehören. Bürgermeister ist seit dem 1. Dezember 2009 Alexander Heppe (CDU). Er wurde als Nachfolger von Jürgen Zick (SPD), der nach vier Amtszeiten nicht wieder kandidiert hatte, am 21. Juni 2009 in einer Stichwahl  mit 52,0 Prozent der Stimmen gewählt. Es folgten zwei Wiederwahlen, zuletzt im März 2021.
Amtszeiten der Bürgermeister
- 2009–2027 Alexander Heppe (CDU)[37]
- 1985–2009 Jürgen Zick (SPD)[38]

### Wappen
Das Wappen der Kreisstadt Eschwege zeigt eine silberne Burg mit zwei spitzbedachten Türmen auf rotem Grund. Zwischen beiden Türmen schwebt ein grüner Eschenzweig mit drei gefiederten Blättern.

Zum Schutz der Verwendung des Wappens hat die Kreisstadt Eschwege eine Satzung erlassen.

### Ortsbeiräte
Für die als Stadtteile eingegliederten ehemaligen Gemeinden Albungen, Eltmannshausen, Niddawitzhausen, Niederdünzebach, Niederhone, Oberdünzebach und Oberhon besteht je ein Ortsbezirk mit Ortsbeirat und Ortsvorsteher, nach Maßgabe der §§ 81 und 82 HGO und des Kommunalwahlgesetzes in der jeweils gültigen Fassung.
Die Ortsbezirke sind durch das Gebiet der ehemaligen Gemeinden, wie sie vor der Eingliederung bestanden, abgegrenzt und bestehen aus fünf bis sieben Mitgliedern. Details befinden sich in den jeweiligen Stadtteilartikeln.
Die Wahl der Ortsbeiräte erfolgt im Rahmen der Kommunalwahlen. Der Ortsbeirat wählt eines seiner Mitglieder zum Ortsvorsteher bzw. zur Ortsvorsteherin.

### Städtepartnerschaften
Eschwege unterhält Partnerschaften zum französischen Saint-Mandé im Département Val-de-Marne (seit 1989), zum thüringischen Mühlhausen (seit 1989) und zum bayerischen Regen (seit 1997; Städtefreundschaft seit 1967). Aus wechselseitigen Baumpflanzungen mit Mühlhausen jeweils Anfang Oktober wuchs die 2019 begonnene „Allee der Einheit“ am Werratalsee.
Patenschaften bestehen darüber hinaus zum Tender Werra der Deutschen Marine, der BP 26 Eschwege der Bundespolizei See sowie der Lufthansa-Maschine D-ACPH, die auf den Namen Eschwege getauft wurde.

## Kultur und Sehenswürdigkeiten

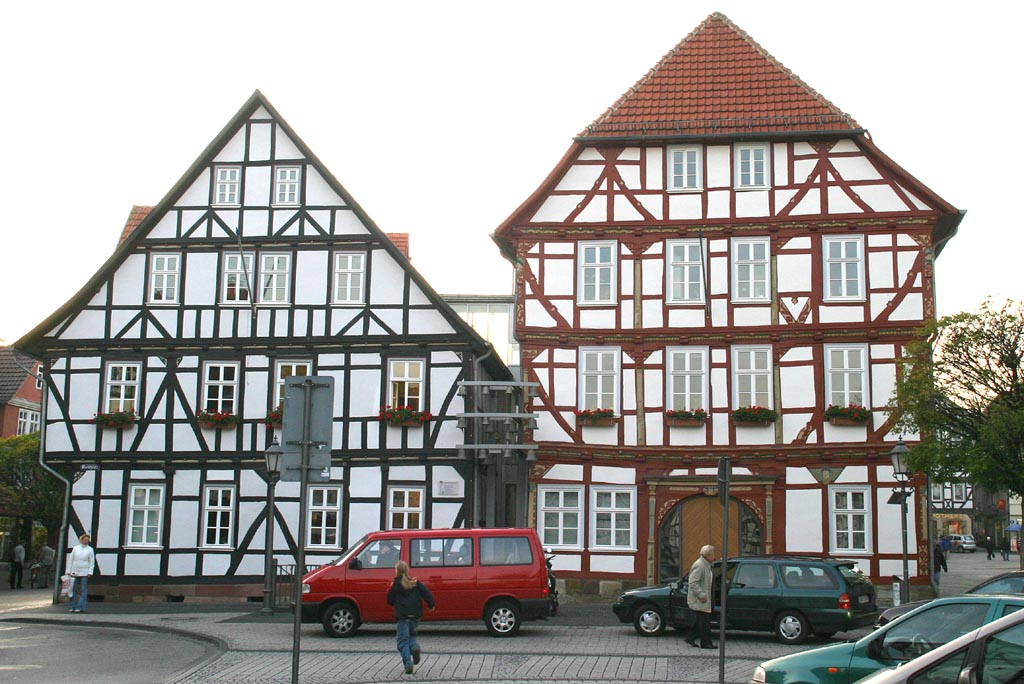
Altes Rathaus

### Museen
- Stadtmuseum Eschwege, unter anderem mit Fotoapparaten und Fotos aus dem Atelier Oscar Tellgmann[44]
- Eschweger Zinnfiguren- und Miniaturenkabinett[45]
- Eisenbahnmuseum der „Freunde der Eisenbahn“[46]

### Bauwerke
Liste der Kulturdenkmäler in Eschwege

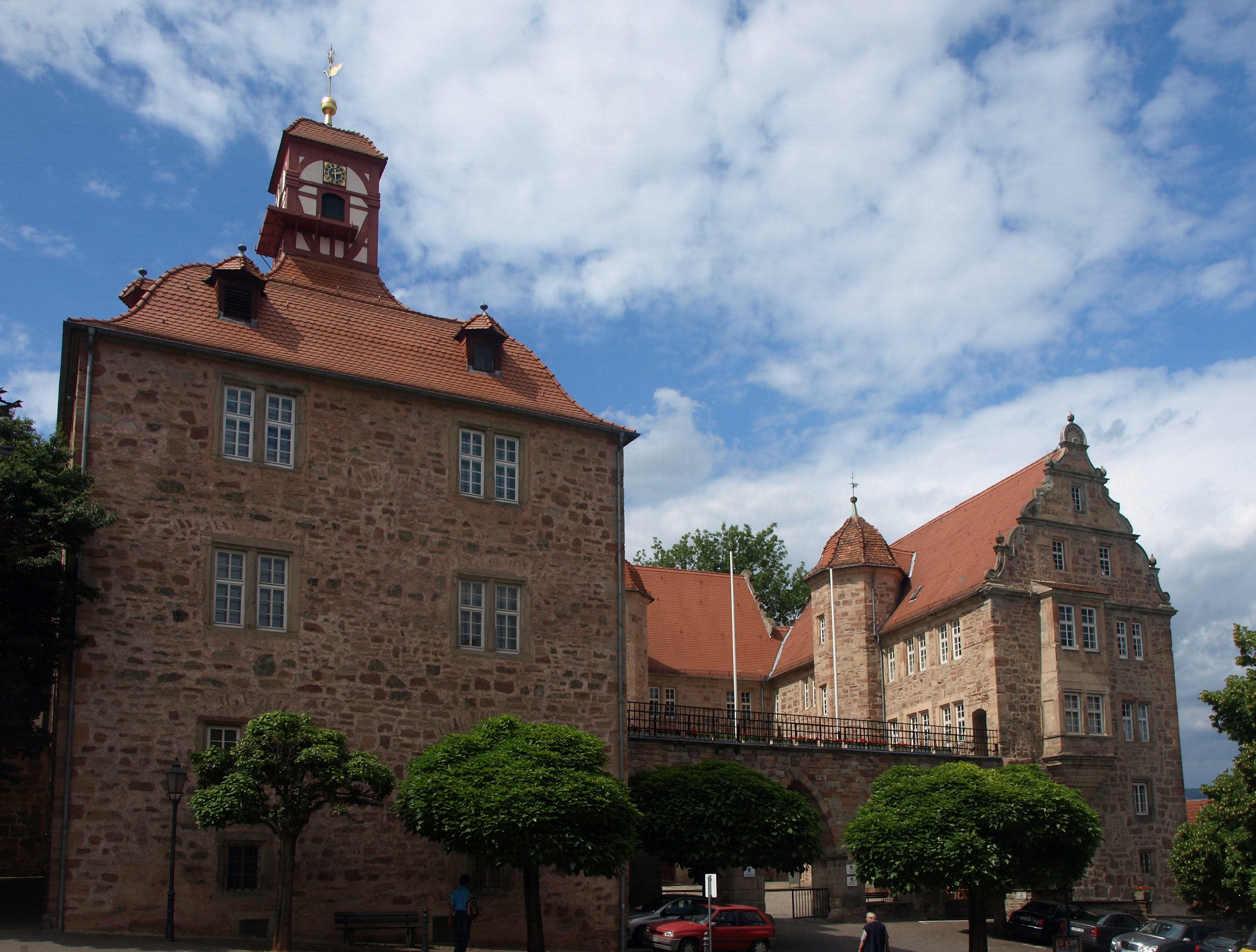
Ostfront des Eschweger Schlosses

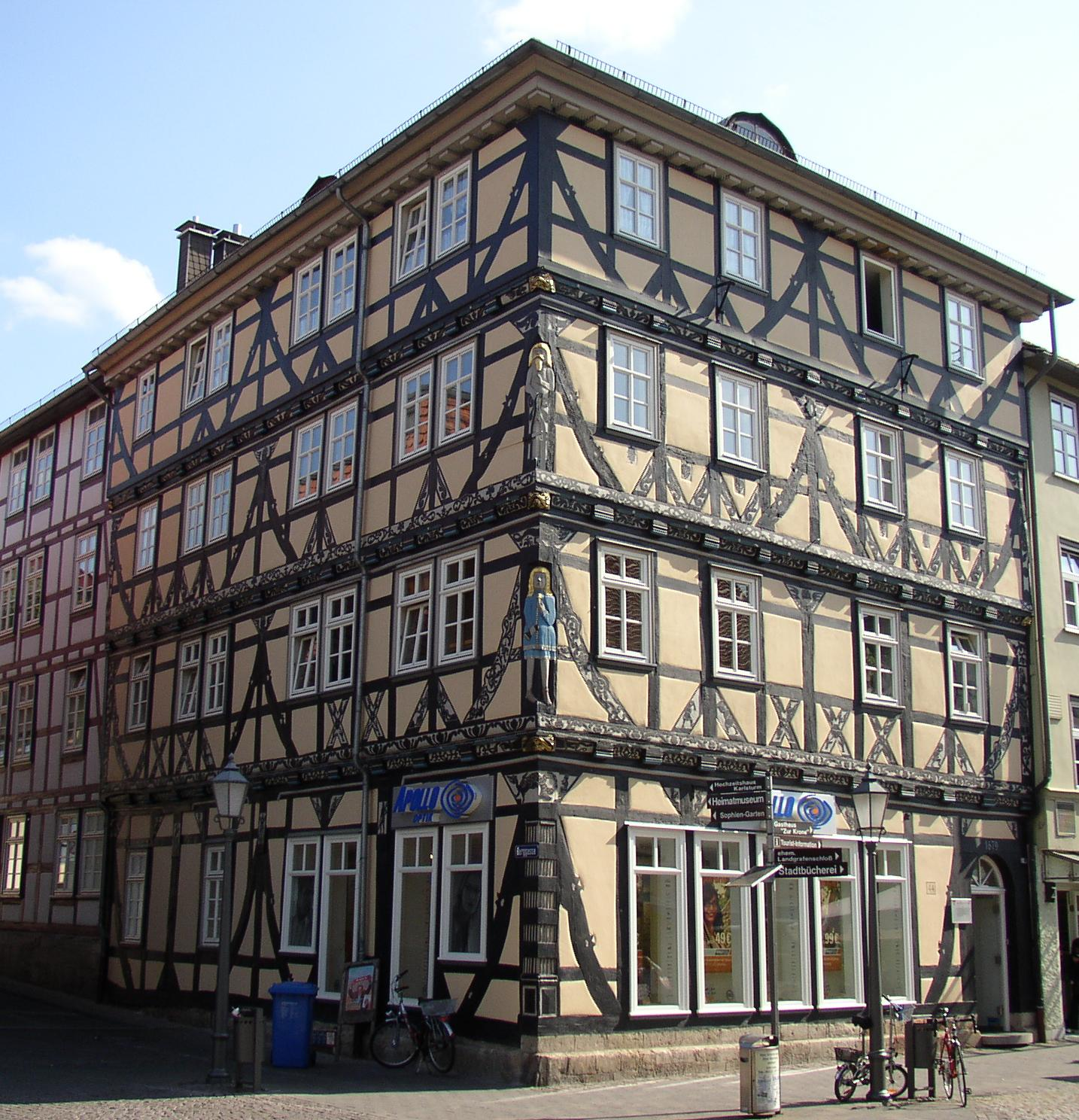
Raiffeisenhaus

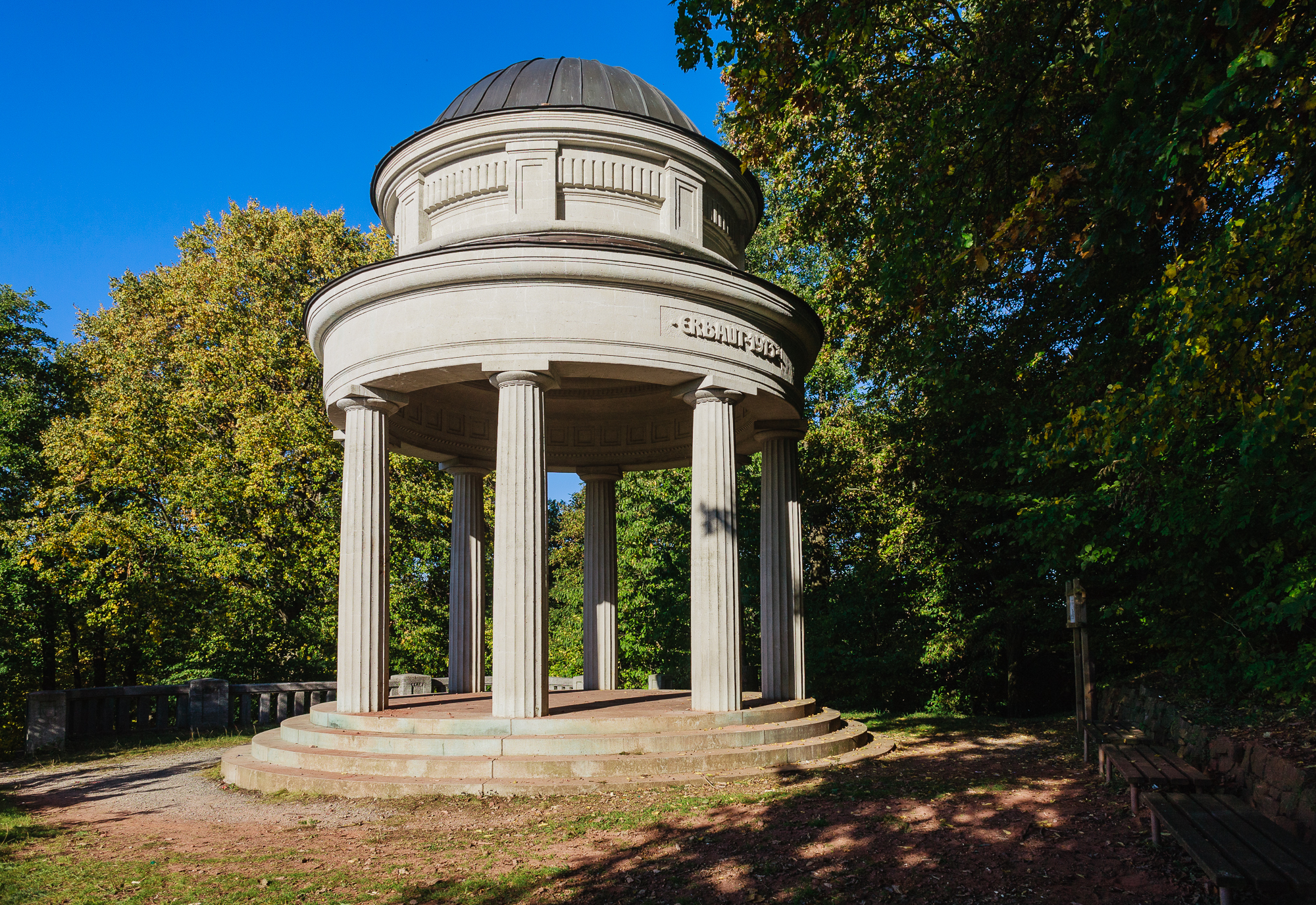
Eschwege – Schäferhalle

Eschwege besitzt einen mittelalterlichen Stadtkern mit geschlossener Fachwerkbebauung. So wird beispielsweise der Marktplatz von einer Reihe Fachwerkhäusern umschlossen. Die Rathausgruppe erstreckt sich zwischen Ober- und Untermarkt mit dem 1660 errichteten Alten Rathaus, einem dreigeschossigen Fachwerkbau mit Flachschnitzereien und dem Neuen Rathaus, welches sich als dreigeschossiger, spätklassizistischer Steinbau von 1842/43 präsentiert. Darüber hinaus gibt es folgende sehenswerte Gebäude:
- Neustädter Kirche St. Katharina
- Marktkirche St. Dionys
- Katholische Pfarrkirche St. Elisabeth
- Eschweger Landgrafenschloss, seit 1821 Sitz der Kreisverwaltung (1386 als Burg erbaut, im 16. und 17. Jahrhundert zum Schloss erweitert), mit Dietemann-Turm und dem Frau-Holle-Brunnen, der 1930 gebaut wurde und an seiner Außenseite Reliefs mit Szenen aus dem gleichnamigen Märchen zeigt[48]
- Hochzeitshaus (städtisches Bürgerhaus im Renaissancestil von 1578) mit Zugang zum Schwarzen Turm
- Schulberg (Cyriakusberg) mit dem Karlsturm, auch Schwarzer Turm genannt (einzig erhaltener Bau des Stifts aus dem 11. Jahrhundert)
- Nikolaiturm (ehemaliger Kirchturm von 1455, inkl. alter St.-Godehard-Kirche-Gundmauern), höchster Turm der Stadt (47,62 m), heute als Aussichtsturm zugänglich[49][50]()
- Bismarckturm auf dem Großen Leuchtberg (von 1903)
- Schäferhalle am Westabhang der Leuchtberge bei Eschwege, neoklassizistischer Pavillonbau, der 1913 als Dank für eine großzügige Spende (300.000 Mark) des Fabrikanten und Mäzens Gustav Schäfer erbaut wurde[51]
- Ehemalige Synagoge, heute neuapostolische Kirche
- Hospitalkapelle
- Reste des ehemaligen Augustinerklosters mit u. a. der Klosterkapelle, gekauft 1875 von Jacob Andreas und heute Sitz der Eschweger Klosterbrauerei[52]
- Hexenkeller
- historische Eisenbahnbrücke über die Werra

### Parks und Naturräume
- Schlossgarten
- Botanischer Garten
- Sophiengarten

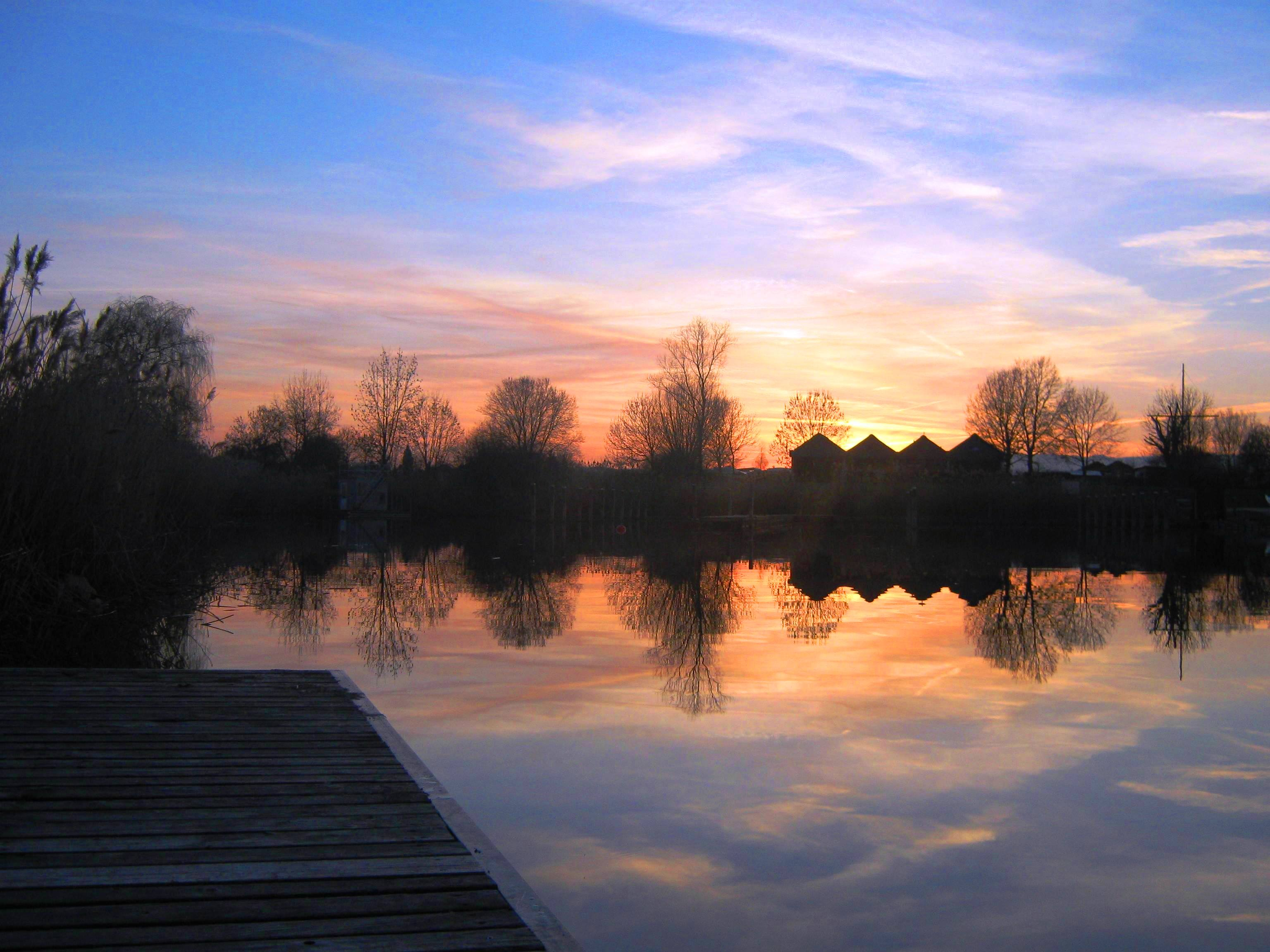
Sonnenuntergang am Werratalsee

- Leuchtbergpark (mit Wegen im und um den Kleinen und Großen Leuchtberg, seit neuestem mit Kletterpark)
- Schwanenteich
- Park „An den Anlagen“
- Friedhofspark
- Werratalsee (Naherholungsgebiet zwischen Eschwege und Schwebda)
- das Flächennaturdenkmal und NSG Blaue Kuppe ganz im Süden des Stadtgebietes

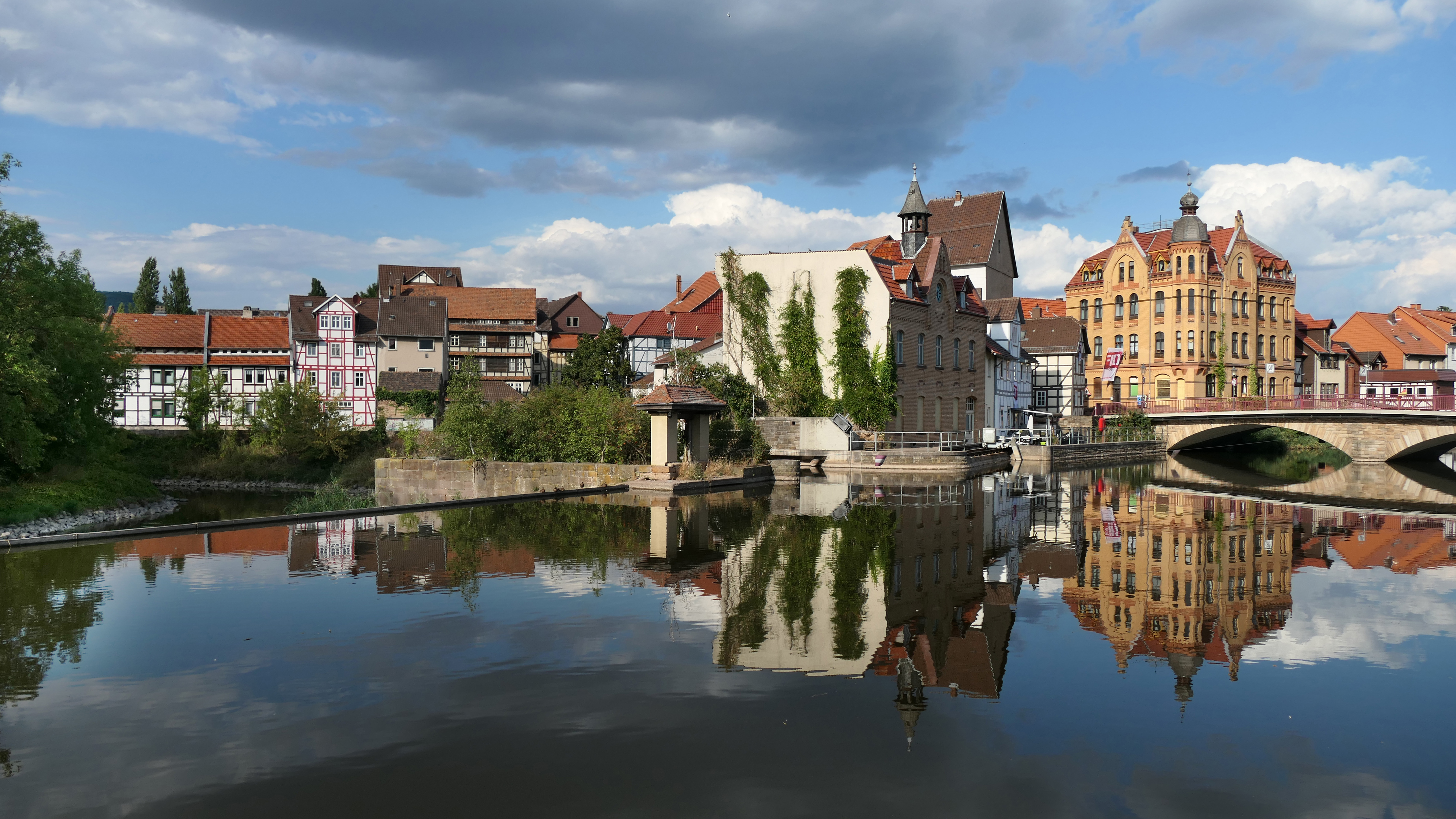
Eschwege, Wasserflächen an der Werra prägen das Stadtbild

### Sport
Auf dem Werratalsee liegt eine Regattastrecke des Deutschen Ruderverbandes mit sechs Bahnen und 1500 Metern Länge. Sie wurde 2008 auf 2000 Meter ausgebaut. Seit einigen Jahren werden hier die Hessischen Rudermeisterschaften ausgetragen. Der „Werratalsee und Segelclub WSSC 1969 Eschwege e. V.“ organisiert jährlich eine Frühjahrs- und eine Herbstregatta.
Ein weiteres Sportereignis ist der Triathlon „WerraMan“. Die Reitanlage in unmittelbarer Nähe des Werratalsees ist jährlicher Schauplatz der Nordhessischen Meisterschaften im Spring- und Dressurreiten. Mehrfach wurden hier auch die Hessischen Meisterschaften in diesen Disziplinen ausgetragen. Fußball wird in Eschwege in den Vereinen SV 07 Eschwege, FC Eschwege 1988 e.V und FFV Palm Strikers Eschwege gespielt.
Der Eschweger TSV 1848 e. V. (Turn- und Sportverein) vereint elf Abteilungen unter seinem Dach und ist damit einer der größten Sportvereine im Kreisgebiet. Er bietet u. a. Basketball, Handball, Tischtennis, Turnen, Schwimmen, Radsport und Leichtathletik an.
Der Volleyballverein in Eschwege heißt Volleyball-Gemeinschaft Eschwege e. V. Seine Damenmannschaft spielt in der Oberliga.
Der größte Tennisverein der Stadt heißt Tennis-Club Eschwege e. V.
Der Eschweger Line Dance Club The Ghostriders e. V. ist ein Tanzsportclub für den Country & Western-Tanz.

### Regelmäßige Veranstaltungen
- Wochenmarkt auf dem Obermarkt jeden Mittwoch- und Sonnabendvormittag
- Johannisfest, traditionell am ersten Sonntag im Juli – wird allerdings, wenn die hessischen Sommerferien schon im Juni beginnen, auf den letzten Sonntag vor Ferienbeginn vorverlegt. Freitag: Stadtfest mit traditionellem „Kränzewickeln“, Samstag: „Maienzug“ der Eschweger Schulklassen, Sonntag: Festumzug der Eschweger Schulklassen mit dem Dietemann, Montag: Festausklang und Lampionauffahrt des Eschweger Rudervereins auf der Werra; großes Höhenfeuerwerk
- Open Flair Festival, i. d. R. am zweiten Wochenende im August
- Brauereifest (Eschweger Klosterbrauerei)
- Wurschtfest im September oder Oktober
- Eschweger Puppen-Festtage, 1. Wochenende im November
- EAA (Eschweger Automobilausstellung)
- Eschweger Schützenfest, 1. Wochenende im September
- Hessische Meisterschaften im Rudern, Anfang Oktober auf dem Werratalsee
- Frühjahrskonzert der Eschweger Musikzüge im Mai
- Konzert der Jungen Eschweger Philharmonie im April

### Tourismus
Eschwege ist Etappenort auf dem Fernwanderweg Werra-Burgen-Steig Hessen (X5H).

## Wirtschaft und Infrastruktur

### Flächennutzung
Das Gemeindegebiet umfasst eine Gesamtfläche von 6326 Hektar, davon entfallen in ha auf:
| Nutzungsart             | Nutzungsart             | 2011 | 2015 | 2020 |
| ----------------------- | ----------------------- | ---- | ---- | ---- |
| Gebäude- und Freifläche | Gebäude- und Freifläche | 721  | 721  | 930  |
| davon                   | Wohnen                  | 385  | 385  |      |
|                         | Gewerbe                 | 105  | 106  |      |
| Betriebsfläche          | Betriebsfläche          | 62   | 63   |      |
| davon                   | Abbauland               | 40   | 40   |      |
| Erholungsfläche         | Erholungsfläche         | 109  | 111  |      |
| davon                   | Grünanlage              | 88   | 90   |      |
| Verkehrsfläche          | Verkehrsfläche          | 596  | 297  | 591  |
| Landwirtschaftsfläche   | Landwirtschaftsfläche   | 2966 | 294  |      |
| davon                   | Moor                    | 0    | 0    |      |
|                         | Heide                   | 0    | 0    |      |
| Vegetation              | Vegetation              |      |      | 5446 |
| Waldfläche              | Waldfläche              | 1563 | 1563 |      |
| Wasserfläche            | Wasserfläche            | 206  | 206  | 209  |
| Sonstige Nutzung        | Sonstige Nutzung        | 102  | 102  |      |

### Verkehr

Stadtbahnhof Eschwege

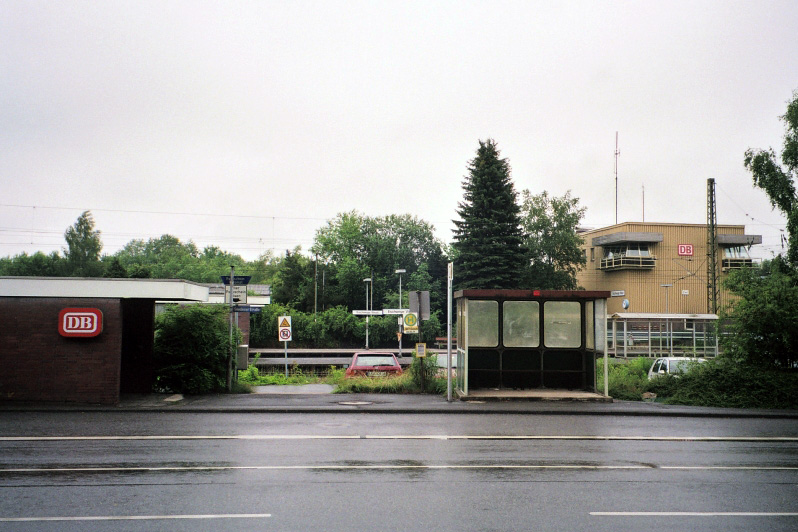
Bahnhof Eschwege West, jetzt nur noch Betriebsbahnhof

Durch die Stadt führen die Bundesstraßen 27, 249 und 452. Zudem liegt Eschwege an der RegionalBahn-Linie R7 Göttingen–Eschwege–Bebra–Bad Hersfeld–Fulda (Siehe: Bahnstrecke Bebra–Göttingen) und gehört dem Nordhessischen Verkehrsverbund an. Die nahe Autobahn 44 von Kassel nach Eisenach befindet sich derzeit im Bau. Die Bauarbeiten schreiten jedoch nur schleppend voran.
Die Hessische Landesbahn hat die gut drei Kilometer lange Bahnstrecke zwischen dem Bahnhof Eschwege West und dem Bahnhof Eschwege im Stadtzentrum, die Teil der Bahnstrecke Leinefelde–Treysa war, am 12. Dezember 2009 wieder in Betrieb genommen, nachdem der Personenverkehr dort 1985 eingestellt worden war. Damit gibt es wieder einen direkten Zugverkehr vom Stadtbahnhof Eschwege nach Göttingen und Bad Hersfeld. Im Gegenzug wurde der Bahnhof Eschwege West aufgegeben.
Der Stadtbahnhof Eschwege wurde 2013 mit dem European Rail Award als Small Station of the Year und 2014 mit dem Deutschen Verkehrsplanungspreis ausgezeichnet.
Durch Eschwege verkehrt der Stadtbus Eschwege mit fünf Linien.

### Unternehmen
Im Bereich des Maschinenbaus sind die Firmen Präwema Antriebstechnik GmbH (Werkzeugmaschinen), Pacoma GmbH (Hydraulikzylinder), die Baumer Thalheim GmbH & Co. KG (Drehgeber) und die Georg Sahm GmbH & Co. KG (Spulmaschinen und Hochleistungswickler für die Textilindustrie) tätig.
Im Bereich Haus- und Systemtechnik arbeitet die Firma Stiebel Eltron GmbH & Co.KG (Werk Eschwege), und die Friedola 1888 GmbH stellt Freizeitartikel und Tisch-/Bodenbeläge her. Außerdem sind hier die Firmen Haubold + Sperling GmbH (Sicherheitsdruckerei, die u. a. Eintrittskarten, Fahrscheine, Parkscheine und Plastikkarten herstellt), SUET Saat- und Erntetechnik GmbH (Saatgutveredlung), Gerloff & Söhne GmbH & Co. KG (Hotelbadinnenausbau) u. a. angesiedelt.
Die Eschweger Klosterbrauerei GmbH ist eine alt eingesessene Firma. Sie braut in der Stadt seit Anfang des 19. Jahrhunderts.
Der größte Arbeitgeber der Region, das Klinikum Werra-Meißner, deckt zugleich die medizinische Versorgung der Region ab.

### Ehemalige Unternehmen
Seifenfabrik Dircks & Thorey

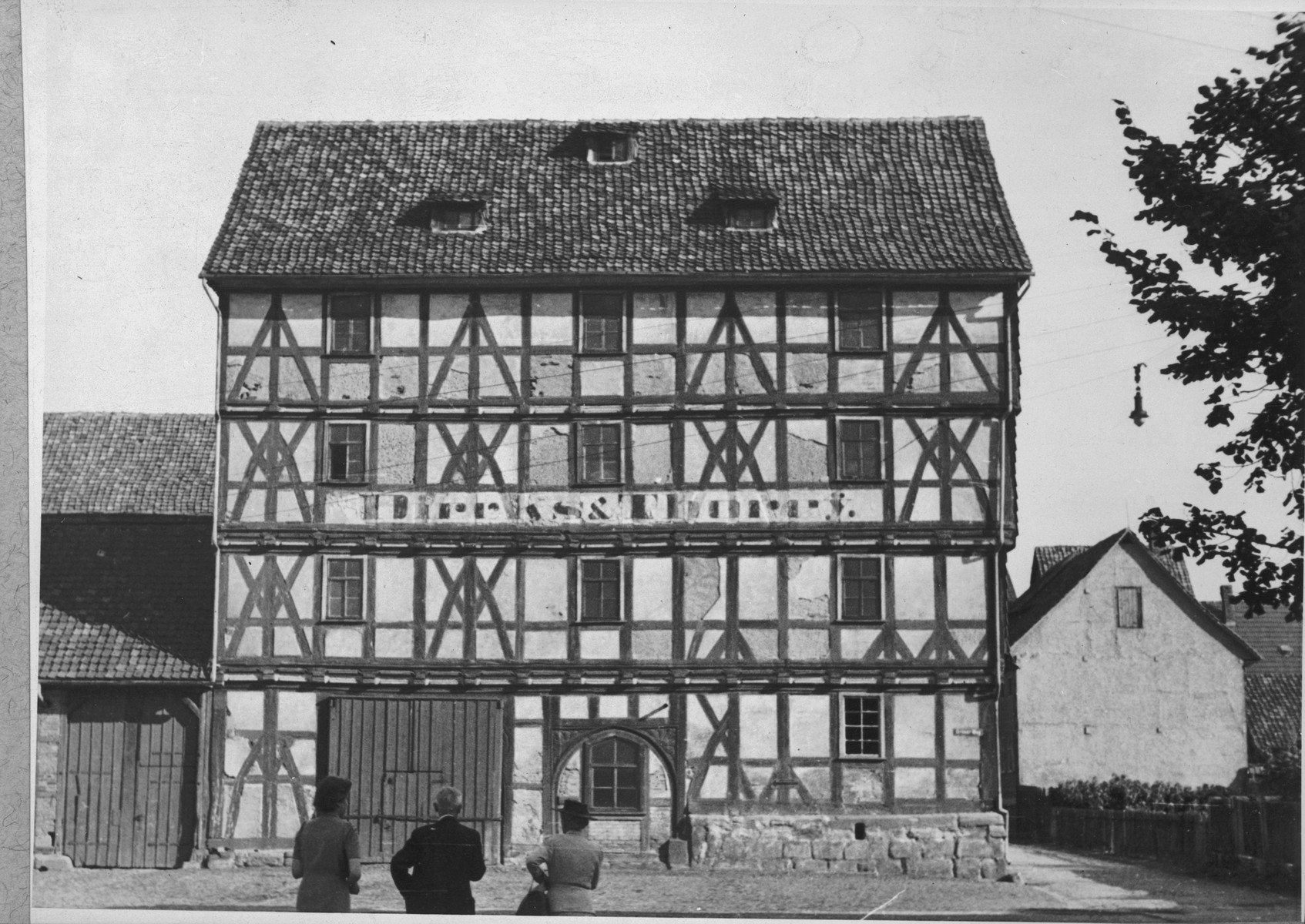
Die ehemalige Seifenfabrik Dircks & Thorey am Grünen Weg.
(Aufnahme aus dem Jahr 1944)
Der Torbogen dient heute als Eingangsportal des Ortsgerichtes am Obermarkt.

Der Firma Dircks & Thorey gelang um 1846 die Entwicklung eines Verfahrens zur Herstellung einer Halbkernseife. Die Seife der Eschweger Seifenfabrik wurde trotz ihres hohen Wasseranteils hart und zeigte vor allem bei der Textilreinigung eine hohe Wirksamkeit. Durch ihren geringen Anteil an verseiften Ölen und Fetten konnte sie günstig angeboten werden. Die Seife wurde bald von zahlreichen Herstellern außerhalb Eschweges nachgeahmt, die sie ebenfalls als „Eschweger Seife“ auf den Markt brachten.
Seifen mit der Bezeichnung „Eschweger Seife“ wurden spätestens in den 1870er Jahren zur verbreitetsten Seifensorte im damaligen Deutschland, obwohl sie nicht mehr ausschließlich in Eschwege produziert wurden. Eschweger Seife blieb bis in das frühe 20. Jahrhundert ein günstiges und erfolgreiches Produkt. Im Jahr 1959 feierte die Firma ihr 125. Jubiläum. Bald darauf stellte sie den Betrieb ein.
Chemisch-pharmazeutische Fabrik M. Woelm
Die Chemisch-pharmazeutische Fabrik M. Woelm wurde 1907 von dem zuerst in der Industrie tätigen Apotheker Dr. phil. h. c. Max Woelm (1875–1964) in Spangenberg gegründet und 1935 nach Eschwege verlegt. Woelm erfand die Doppelampulle, für die er 1922 und 1928 Patente erhielt. Der Firma war ein Großhandel angeschlossen, der regelmäßig Preislisten herausgab die später von der ABDA – Bundesvereinigung Deutscher Apothekerverbände bis 1994 als „Kleine Spezialitätenliste (früher Woelm-Liste)“ veröffentlicht wurde. Neben den vielen eigenen Präparaten, wie den Ilja Rogoff Knoblauchpillen, dem Appetitzügler Recatol, dem Schlafmittel Betadorm, dem Zahnschmerzmittel Tispol und dem Schmerzmittel Dolormin, produzierte Woelm auch die „Hausspezialitäten“ für bis zu 4000 Apotheken in Lohnherstellung.
1971 verkauften die Söhne Max Woelms die Firma an den amerikanischen Konzern ICN, 1976 Übernahme durch den Kosmetikkonzern Revlon. Beim 75-jährigen Jubiläum (1982) hatte die Firma noch 600 Mitarbeiter, doch nach erneuten Verkäufen (1986 an Rhône-Poulenc Rorer, 1992 an Johnson & Johnson) folgte 1996 die Einstellung der Produktion in Eschwege.

### Medien
In Eschwege erscheinen die Zeitungen Werra-Rundschau und der Marktspiegel. Das Lokalradio RundFunk Meißner sendet seit 1997 von hier.

### Öffentliche Einrichtungen
Neben den üblichen Einrichtungen einer Kreisstadt und den bereits im Kapitel „Kultur und Sehenswürdigkeiten“ erwähnten Einrichtungen gibt es die Stadtbibliothek und das espada Freizeitbad. Das Amtsgericht Eschwege ist ebenfalls in der Stadt ansässig.

### Bildung
In Eschwege gibt es die Anne-Frank-Schule und die Brüder-Grimm-Schule, welche eine Gesamtschule mit Förderstufe ist, weiterhin das Gymnasium Friedrich-Wilhelm-Schule (Jahrgangsstufen 5–10), das Oberstufengymnasium sowie das Berufliche Gymnasium der Beruflichen Schulen.
Grundschulen sind die Alexander-von-Humboldt-Schule, die Geschwister-Scholl-Schule und die Struthschule. Die Lernhilfeschule heißt Pestalozzischule.
Darüber hinaus arbeiten berufsbildend die „Beruflichen Schulen des Werra-Meißner-Kreises“ und als Privatschule die Freie Waldorfschule Werra-Meißner.
Weitere Aus- und Weiterbildungseinrichtungen sind das Bundespolizei-Aus- und Fortbildungszentrum Mitte, die Volkshochschule, die Musikschule Werra-Meißner sowie die Familienbildungsstätte.